# Isótopos de urânio
Isótopos de urânio são variantes do  urânio. O urânio (92U) é um elemento radioativo que ocorre naturalmente e não possui um isótopo estável. Possui dois isótopos primordiais, urânio-238 e urânio-235, que têm meia-vida longa e são encontrados em quantidade apreciável na crosta terrestre. O produto de decomposição urânio-234 também é encontrado. Outros isótopos, como o urânio-233, foram produzidos em reatores reprodutores. Além dos isótopos encontrados na natureza ou em reatores nucleares, muitos isótopos com meias-vidas muito mais curtas foram produzidos, variando de 214U, que tem meia-vida de apenas meio milissegundo, a 242U (com exceção de 220U e 241U).
O urânio natural é composto por três isótopos principais, urânio-238 (99,2739–99,2752% abundância natural), urânio-235 (0,7198–0,7202%) e urânio-234 (0,0050–0,0059%). Todos os três isótopos são radioativos (ou seja, eles são radioisótopos), e o mais abundante e estável é o urânio-238, com meia-vida de 4,4683 × 109 anos (perto da idade da Terra).

## Lista de isótopos
| símbolo nuclídeo | nome histórico              | Z(p)             | N(n)             | massa isotópica (u) | meia-vida atómica        | modo(s) de decaimento | isótopo filha(o) Produto de decaimento(s) | spin e paridade nuclear | proporção normal da composição isotópica (fração molar) | gama de variação natural (fração molar) |
| ---------------- | --------------------------- | ---------------- | ---------------- | ------------------- | ------------------------ | --------------------- | ----------------------------------------- | ----------------------- | ------------------------------------------------------- | --------------------------------------- |
| 214U             |                             | 92               | 122              |                     | 0.52(+0.95−0.21) ms      | α                     | 210Th                                     | 0+                      |                                                         |                                         |
| 215U             |                             | 92               | 123              | 215.026760(90)      | 2.24 ms                  | α                     | 211Th                                     | 5/2−#                   |                                                         |                                         |
| 216U             |                             | 92               | 124              | 216.024760(30)      | 2.25(+0.63−0.40) ms      | α                     | 212Th                                     | 0+                      |                                                         |                                         |
| 216mU            |                             |                  |                  |                     | 1.31 ms                  |                       |                                           | 8+                      |                                                         |                                         |
| 217U             |                             | 92               | 125              | 217.02437(9)        | 26(14) ms[16(+21−6) ms]  | α                     | 213Th                                     | 1/2−#                   |                                                         |                                         |
| 218U             |                             | 92               | 126              | 218.02354(3)        | 0.65(+0.08−0.07) ms      | α                     | 214Th                                     | 0+                      |                                                         |                                         |
| 219U             |                             | 92               | 127              | 219.02492(6)        | 55(25) μs[42(+34−13) μs] | α                     | 215Th                                     | 9/2+#                   |                                                         |                                         |
| 221U             |                             | 92               | 129              | 221.02640(11)#      | 0.66(14) μs              | α                     | 217Th                                     | (9/2+)                  |                                                         |                                         |
| 222U             |                             | 92               | 130              | 222.02609(11)#      | 1.4(7) μs[1.0(+10−4) μs] | α                     | 218Th                                     | 0+                      |                                                         |                                         |
| 222U             | β+ (10−6%)                  | 92               | 130              | 222.02609(11)#      | 1.4(7) μs[1.0(+10−4) μs] | 222Pa                 |                                           | 0+                      |                                                         |                                         |
| 223U             |                             | 92               | 131              | 223.02774(8)        | 21(8) μs[18(+10−5) μs]   | α                     | 219Th                                     | 7/2+#                   |                                                         |                                         |
| 224U             |                             | 92               | 132              | 224.027605(27)      | 940(270) μs              | α                     | 220Th                                     | 0+                      |                                                         |                                         |
| 225U             |                             | 92               | 133              | 225.02939#          | 61(4) ms                 | α                     | 221Th                                     | (5/2+)#                 |                                                         |                                         |
| 226U             |                             | 92               | 134              | 226.029339(14)      | 269(6) ms                | α                     | 222Th                                     | 0+                      |                                                         |                                         |
| 227U             |                             | 92               | 135              | 227.031156(18)      | 1.1(1) min               | α                     | 223Th                                     | (3/2+)                  |                                                         |                                         |
| 227U             | β+ (.001%)                  | 92               | 135              | 227.031156(18)      | 1.1(1) min               | 227Pa                 |                                           | (3/2+)                  |                                                         |                                         |
| 228U             |                             | 92               | 136              | 228.031374(16)      | 9.1(2) min               | α (95%)               | 224Th                                     | 0+                      |                                                         |                                         |
| 228U             | EC (5%)                     | 92               | 136              | 228.031374(16)      | 9.1(2) min               | 228Pa                 |                                           | 0+                      |                                                         |                                         |
| 229U             |                             | 92               | 137              | 229.033506(6)       | 58(3) min                | β+ (80%)              | 229Pa                                     | (3/2+)                  |                                                         |                                         |
| 229U             | α (20%)                     | 92               | 137              | 229.033506(6)       | 58(3) min                | 225Th                 |                                           | (3/2+)                  |                                                         |                                         |
| 230U             |                             | 92               | 138              | 230.033940(5)       | 20.8 d                   | α                     | 226Th                                     | 0+                      |                                                         |                                         |
| 230U             | SF (1.4×10−10%)             | 92               | 138              | 230.033940(5)       | 20.8 d                   | (vários)              |                                           | 0+                      |                                                         |                                         |
| 230U             | β+β+ (rare)                 | 92               | 138              | 230.033940(5)       | 20.8 d                   | 230Th                 |                                           | 0+                      |                                                         |                                         |
| 231U             |                             | 92               | 139              | 231.036294(3)       | 4.2(1) d                 | EC                    | 231Pa                                     | (5/2)(+#)               |                                                         |                                         |
| 231U             | α (.004%)                   | 92               | 139              | 231.036294(3)       | 4.2(1) d                 | 227Th                 |                                           | (5/2)(+#)               |                                                         |                                         |
| 232U             |                             | 92               | 140              | 232.0371562(24)     | 68.9(4) y                | α                     | 228Th                                     | 0+                      |                                                         |                                         |
| 232U             | CD (8.9×10−10%)             | 92               | 140              | 232.0371562(24)     | 68.9(4) y                | 208Pb24Ne             |                                           | 0+                      |                                                         |                                         |
| 232U             | CD (5×10−12%)               | 92               | 140              | 232.0371562(24)     | 68.9(4) y                | 204Hg28Mg             |                                           | 0+                      |                                                         |                                         |
| 232U             | SF (10−12%)                 | 92               | 140              | 232.0371562(24)     | 68.9(4) y                | (vários)              |                                           | 0+                      |                                                         |                                         |
| 233U             |                             | 92               | 141              | 233.0396352(29)     | 1.592(2)×105 y           | α                     | 229Th                                     | 5/2+                    | Trace                                                   |                                         |
| 233U             | SF (6×10−9%)                | 92               | 141              | 233.0396352(29)     | 1.592(2)×105 y           | (vários)              |                                           | 5/2+                    | Trace                                                   |                                         |
| 233U             | CD (7.2×10−11%)             | 92               | 141              | 233.0396352(29)     | 1.592(2)×105 y           | 209Pb24Ne             |                                           | 5/2+                    | Trace                                                   |                                         |
| 233U             | CD (1.3×10−13%)             | 92               | 141              | 233.0396352(29)     | 1.592(2)×105 y           | 205Hg28Mg             |                                           | 5/2+                    | Trace                                                   |                                         |
| 234U             | Uranium II                  | 92               | 142              | 234.0409521(20)     | 2.455(6)×105 y           | α                     | 230Th                                     | 0+                      | [0.000054(5)]                                           | 0.000050–0.000059                       |
| 234U             | Uranium II                  | 92               | 142              | 234.0409521(20)     | 2.455(6)×105 y           | SF (1.73×10−9%)       | (vários)                                  | 0+                      | [0.000054(5)]                                           | 0.000050–0.000059                       |
| 234U             | Uranium II                  | 92               | 142              | 234.0409521(20)     | 2.455(6)×105 y           | CD (1.4×10−11%)       | 206Hg28Mg                                 | 0+                      | [0.000054(5)]                                           | 0.000050–0.000059                       |
| 234U             | Uranium II                  | 92               | 142              | 234.0409521(20)     | 2.455(6)×105 y           | CD (9×10−12%)         | 184Hf26Ne24Ne                             | 0+                      | [0.000054(5)]                                           | 0.000050–0.000059                       |
| 234mU            |                             | 1421.32(10) keV  | 1421.32(10) keV  | 1421.32(10) keV     | 33.5(20) ms              |                       |                                           | 6−                      |                                                         |                                         |
| 235U             | Actin UraniumActino-Uranium | 92               | 143              | 235.0439299(20)     | 7.038(1)×108 y           | α                     | 231Th                                     | 7/2−                    | [0.007204(6)]                                           | 0.007198–0.007207                       |
| 235U             | Actin UraniumActino-Uranium | 92               | 143              | 235.0439299(20)     | 7.038(1)×108 y           | SF (7×10−9%)          | (vários)                                  | 7/2−                    | [0.007204(6)]                                           | 0.007198–0.007207                       |
| 235U             | Actin UraniumActino-Uranium | 92               | 143              | 235.0439299(20)     | 7.038(1)×108 y           | CD (8×10−10%)         | 186Hf25Ne24Ne                             | 7/2−                    | [0.007204(6)]                                           | 0.007198–0.007207                       |
| 235mU            |                             | 0.0765(4) keV    | 0.0765(4) keV    | 0.0765(4) keV       | ~26 min                  | IT                    | 235U                                      | 1/2+                    |                                                         |                                         |
| 236U             | Thoruranium                 | 92               | 144              | 236.045568(2)       | 2.342(3)×107 y           | α                     | 232Th                                     | 0+                      | Trace                                                   |                                         |
| 236U             | Thoruranium                 | 92               | 144              | 236.045568(2)       | 2.342(3)×107 y           | SF (9.6×10−8%)        | (vários)                                  | 0+                      | Trace                                                   |                                         |
| 236m1U           |                             | 1052.89(19) keV  | 1052.89(19) keV  | 1052.89(19) keV     | 100(4) ns                |                       |                                           | (4)−                    |                                                         |                                         |
| 236m2U           |                             | 2750(10) keV     | 2750(10) keV     | 2750(10) keV        | 120(2) ns                |                       |                                           | (0+)                    |                                                         |                                         |
| 237U             |                             | 92               | 145              | 237.0487302(20)     | 6.75(1) d                | β−                    | 237Np                                     | 1/2+                    | Trace                                                   |                                         |
| 238U             | Uranium I                   | 92               | 146              | 238.0507882(20)     | 4.468(3)×109 y           | α                     | 234Th                                     | 0+                      | [0.992742(10)]                                          | 0.992739–0.992752                       |
| 238U             | Uranium I                   | 92               | 146              | 238.0507882(20)     | 4.468(3)×109 y           | SF (5.45×10−5%)       | (vários)                                  | 0+                      | [0.992742(10)]                                          | 0.992739–0.992752                       |
| 238U             | Uranium I                   | 92               | 146              | 238.0507882(20)     | 4.468(3)×109 y           | β−β− (2.19×10−10%)    | 238Pu                                     | 0+                      | [0.992742(10)]                                          | 0.992739–0.992752                       |
| 238mU            |                             | 2557.9(5) keV    | 2557.9(5) keV    | 2557.9(5) keV       | 280(6) ns                |                       |                                           | 0+                      |                                                         |                                         |
| 239U             |                             | 92               | 147              | 239.0542933(21)     | 23.45(2) min             | β−                    | 239Np                                     | 5/2+                    |                                                         |                                         |
| 239m1U           |                             | 20(20)# keV      | 20(20)# keV      | 20(20)# keV         | >250 ns                  |                       |                                           | (5/2+)                  |                                                         |                                         |
| 239m2U           |                             | 133.7990(10) keV | 133.7990(10) keV | 133.7990(10) keV    | 780(40) ns               |                       |                                           | 1/2+                    |                                                         |                                         |
| 240U             |                             | 92               | 148              | 240.056592(6)       | 14.1(1) h                | β−                    | 240Np                                     | 0+                      | Trace                                                   |                                         |
| 240U             | α (10−10%)                  | 92               | 148              | 240.056592(6)       | 14.1(1) h                | 236Th                 |                                           | 0+                      | Trace                                                   |                                         |
| 242U             |                             | 92               | 150              | 242.06293(22)#      | 16.8(5) min              | β−                    | 242Np                                     | 0+                      |                                                         |                                         |

- A precisão da abundância e massa atómica dos isótopos está limitada através de variações. As escalas de variações indicadas são geralmente aplicáveis a qualquer material terrestre normal.
- Os valores marcados com # não derivam inteiramente de dados experimentais, mas pelo menos uma parte são sistemáticos.
- As incertezas são apresentadas entre parêntesis após os últimos dígitos correspondentes. Os valores incertos denotam um desvio padrão, exceto a composição isotópica e massa atómica padrão da IUPAC, que utilizam incertezas maiores.
- As massas de nuclídeos são apresentadas pela Comissão sobre Símbolos, Unidades, Nomenclatura, Massas Atômicas e Constantes Fundamentais (C2) da IUPAP.
- As abundâncias de isótopos são dadas pela Comissão de Abundâncias Isotópicas e Massas Atómicas (CIAAW).